# Henry Munro
Pour les articles homonymes, voir Munro (homonymie).
Henry Munro, né en 1758 à Lisburn, comté de Downn et mort le 16 juin 1798, est un franc-maçon et un Irlandais-Unis. 
Munro a été le leader des forces rebelles à la bataille de Ballynahinch, les 12 et 13 juin 1798. Après la bataille, il a été trahi et capturé, et a été condamné à être pendu et décapité devant sa propre porte. 
Munro était un descendant de Robert Munro (m. 1680), un Écossais, ancien combattant de la guerre de Trente Ans qui a conduit l'armée écossaise contre Owen Roe O'Neill au Benburb en 1646.